# 阿基拉斯
阿基拉斯（希臘語: Αχιλλας，？—前47年），是埃及托勒密國王托勒密十三世的顧命大臣之一，負責率領軍隊。尤利烏斯·凱撒認為他是一個勇氣非凡的將領。
前48年，當龐培逃到埃及外海，在波提紐斯和狄奧多圖斯策劃下，是阿基拉斯和盧基烏斯·塞普提米烏斯（Lucius Septimius）動手殺了龐培。
阿基拉斯之後與波提紐斯一同反抗凱撒，波提紐斯讓阿基拉斯統領全部的軍隊，於是阿基拉斯率領一隻包含20,000名步兵、2000名騎兵的大軍朝首都亞歷山卓進軍。在城中的凱撒兵力相當稀少，凱撒派出使者試圖與阿基拉斯停戰，但阿基拉斯斬殺來使，不使凱撒存有一絲希望。阿基拉斯隨即攻入亞歷山卓內，占據城中一大片區域。同時，克麗奧佩脫拉七世的妹妹阿爾西諾伊四世暗自從凱撒方逃出，來到阿基拉斯處，但他們兩人後來因意見不合而決裂。前47年，阿爾西諾伊讓宦官該尼墨得斯（Ganymedes）處死了阿基拉斯，並命該尼墨得斯統轄軍隊。

## 來源
1. ↑  尤利烏斯·凱撒, 《內戰記》 iii. 104
2. ↑  李維, Epit. 104
3. ↑  卡西烏斯·狄奧 xlii. 4
4. ↑  史密斯, 威廉, , 史密斯, 威廉  (编),  1, Boston, MA: 9, 1867  [2010-09-02], （原始内容存档于2014-12-03）
5. ↑  尤利烏斯·凱撒 《內戰記》 iii. 108—112
6. ↑  B. Alex. 4
7. ↑  卡西烏斯·狄奧 xlii. 36—40
8. ↑  琉善 x. 519— 523